# Frutiger Aero

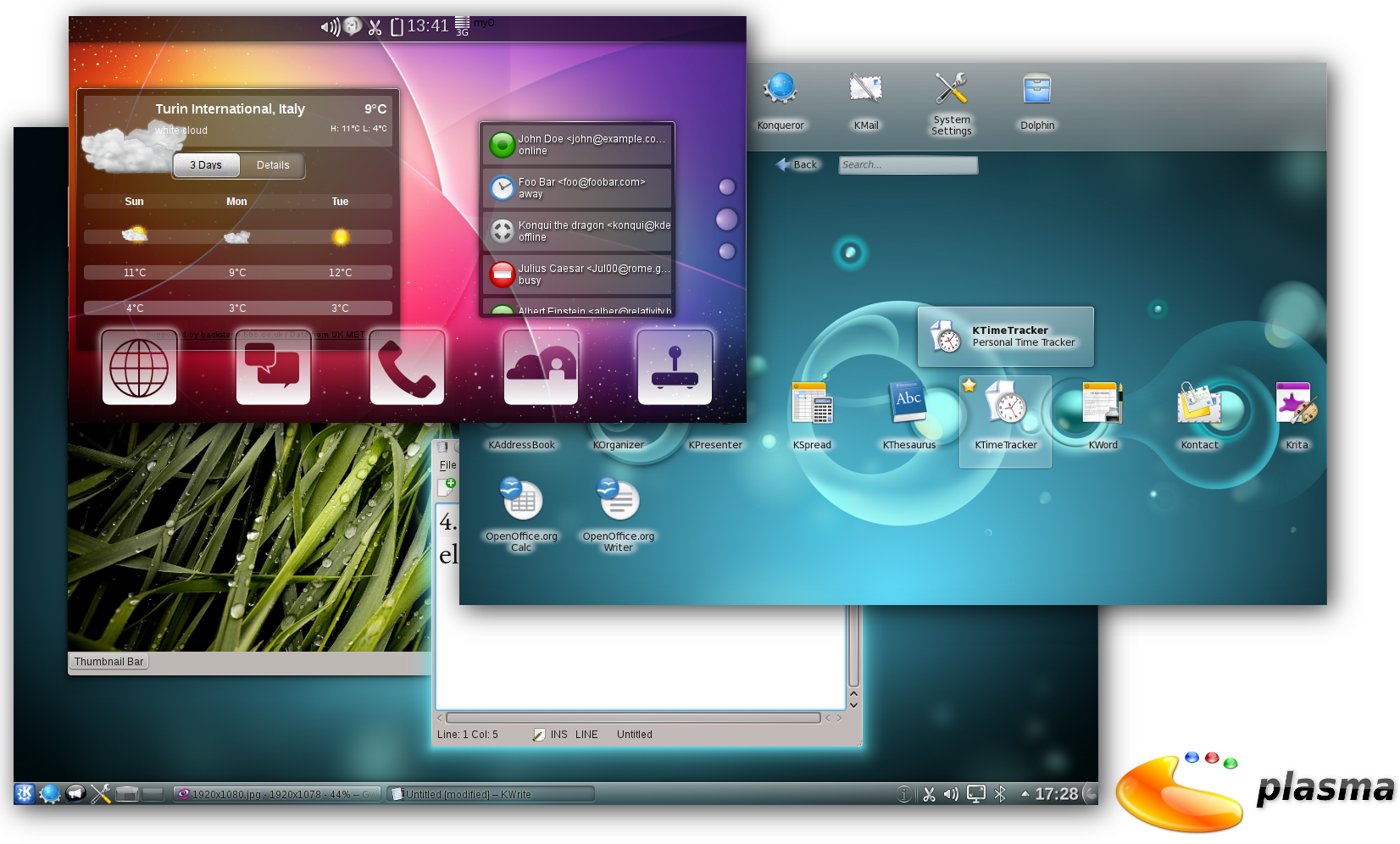
Muchas interfaces de usuario de la década de 2000 (KDE Plasma 4 en la imagen) ejemplifican el estilo Frutiger Aero.

Frutiger Aero, también llamado Web 2.0 Gloss, es un estilo de diseño «futurista» de interfaz de usuario y estética de Internet basado en Windows Aero. El nombre del estilo deriva del nombre de Adrian Frutiger, un diseñador tipográfico suizo que fue responsable de muchos de los tipos de letra humanistas que se usaban a menudo en interfaces informáticas más antiguas. El diseño se caracteriza por su uso intensivo de características esqueuomórficas brillantes junto con representaciones generadas por computadora de la naturaleza, el aire y el agua que se muestran junto con tecnologías modernas. El diseño fue popular en la década de 2000 porque su naturaleza esqueuomórfica estaba destinada a hacerlo más accesible para los consumidores, pero dejó de usarse en la década de 2010 debido a un cambio hacia el minimalismo en los diseños de interfaz de usuario.

## Características
Frutiger Aero generalmente presenta colores brillantes, esqueuomorfismo, texturas brillantes y fotografía bokeh. Los motivos de diseño comunes incluyen cielos azules, hierba, agua, glóbulos brillantes y peces tropicales. La filosofía de diseño de Frutiger Aero ha sido descrito como «retrofuturista» y representa una época de «optimismo tecnológico», y la estética en sí ha sido llamada «lúdica» y «maximalista».
Amanda Brennan dijo de Frutiger Aero que «hay mucha esperanza en esta estética que Y2K no tiene».
Frutiger Aero es una corriente estética de extensos parámetros (ACEP), lo que significa que tiene propiedades muy ambiguas, por eso se crearon varios subgéneros que se ocuparían de delimitar estas propiedades. Aún así, en la actualidad suele haber confusión entre estos subgéneros por sus propiedades similares. Se aceptaron más de 23 subgéneros diferentes que marcarían límites en sus propiedades visuales. Estos subgéneros se agruparon en uns sola familia estética, la Familia Frutiger (en inglés, Frutiger Family).

## Historia

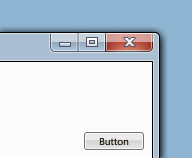
Ejemplo de Frutiger Aero presente en Windows 7.

En la década de los 2000, Frutiger Aero surgió como una necesidad para las empresas tecnológicas que buscaban hacer accesibles las nuevas tecnologías al mayor número de personas posible, utilizando diseños familiares, esqueuomórficos y humanistas. Este cambio se produjo después de la interfaz futurista del Y2K, que se utilizaba principalmente en los sistemas operativos Microsoft Windows desde inicios hasta finales de la década de 1990.
Entre 2012 y 2014, las interfaces de usuario en escritorios, dispositivos móviles y sitios web experimentaron un cambio fundamental hacia el diseño plano, catalogado por Microsoft como «Modern UI». Este cambio coincidió con el declive de Frutiger Aero y Windows Aero. Sin embargo, a inicios de la década de 2020, Frutiger Aero experimentó un renacimiento nostálgico en plataformas como Reddit, YouTube, Instagram y TikTok, donde el hashtag #frutigeraero se utilizó más de 30 millones de veces y cuenta con casi 270 millones de visitas.
Si bien el estilo fue popular desde mediados de la década de 2000 hasta inicios de la década de 2010, el término «Frutiger Aero» entró en uso común mucho más tarde, siendo acuñado en 2017 por Sofi Lee del Consumer Aesthetics Research Institute para describir una estética popular aproximadamente desde 2004 a 2013. Durante este período, los dispositivos con pantalla táctil comenzaron a generalizarse y se utilizaron diseños esqueuomórficos y amigables para aclimatar a los nuevos consumidores a tecnología táctil. Los productos populares que incorporan lo que más tarde se llamaría Frutiger Aero incluyen tecnología como el iPhone de primera generación, el Samsung Galaxy S y Windows Vista, así como videojuegos como Los Sims 3 y Fruit Ninja. Además, la popularidad de la estética se extendió más allá de la tecnología, y el lenguaje de diseño se puede encontrar en otros productos de la época, como aires acondicionados, detergentes para ropa y muebles.

Desde entonces, la estética ha experimentado un resurgimiento entre la comunidad en línea, con videos que analizan una variedad de interfaces publicados en TikTok y YouTube bajo el hashtag #frutigeraero en 2023. En agosto de 2023, la cuenta oficial de Windows en TikTok compartió una publicación destacando específicamente la estética de Frutiger Aero. Algunos especulan que elementos de Windows 11 están influenciados por Frutiger Aero o incorporan una estética sucesora conocida como Glassmorphismo, según sugieren los materiales promocionales.

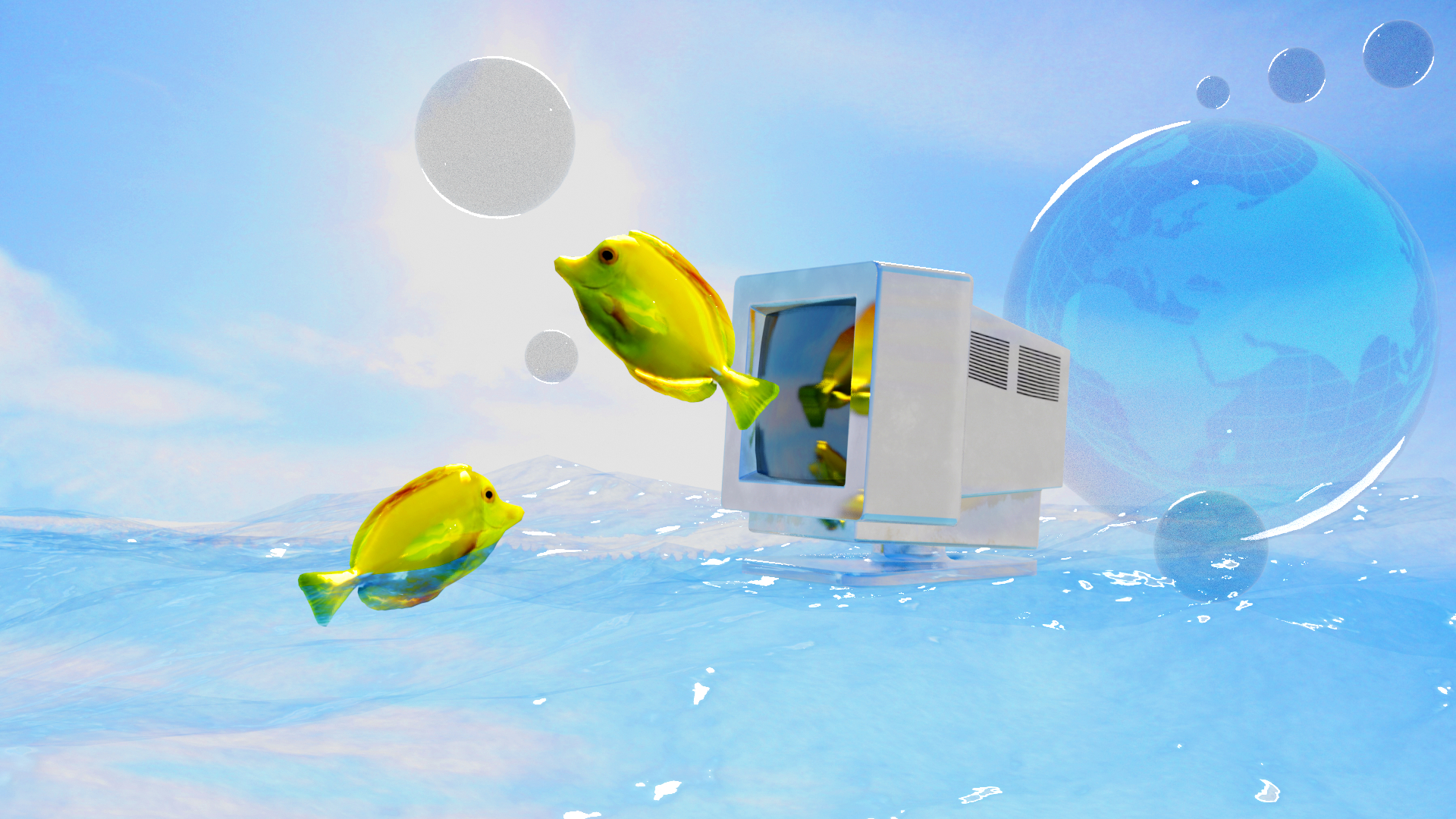
Una obra de arte que incorpora motivos típicos de Frutiger Aero, incluidos colores brillantes, agua, burbujas, superficies reflectantes y peces tropicales

Además, un subreddit, r/FrutigerAero, se ha establecido para discutir este estilo particular de diseño. La estética ganó popularidad entre la Generación Z en parte debido a la nostalgia, y porque sirve como una alternativa maximalista a los estilos corporativos minimalistas modernos como Corporate Memphis. Además, Amanda Brennan afirmó que el interés moderno puede surgir del optimismo y las imágenes centradas en la naturaleza de Frutiger Aero, que corresponden a una mayor conciencia ambiental entre la Generación Z.El resurgimiento de Aero es paralelo a la reaparición de la estética Y2K, una tendencia que ha estado en curso desde mediados hasta finales de la década de 2010. Este fenómeno Neo-Y2K sugiere que un movimiento «Neo-Aero» podría estar emergiendo o desarrollándose en el futuro, reflejando el «ciclo de nostalgia de 20 años», con Frutiger Aero evocando una nostalgia notable y generalizada aproximadamente 18 años después de su aparición inicial.